# Ruski građanski rat
Ruski građanski rat je naziv za niz oružanih sukoba na području bivšeg Ruskog Carstva koji su trajali od 1918. do 1922. godine, i koji su svoj korijen imali u pokušajima da se obori boljševički režim u Rusiji stvoren Oktobarskom revolucijom.
Prvi, sporadični i slabo organizirani pokušaji oružanog rušenja boljševičke vlade su se dogodili već nekoliko dana nakon revolucije u Petrogradu. Mnogo ozbiljnije je bilo svrstavanje donskih kozaka na stranu izbjegle Privremene vlade i stvaranje Dobrovoljačke vojske, ali su boljševičke snage relativno brzo preuzele kontrolu nad Donom.
Građanski rat se intenzivirao tek u proljeće 1918, nakon sklapanja mira u Brest-Litovsku, kojim su ogromni dijelovi ruskog teritorija došli pod njemačku i austro-ugarsku vlast. Time se među velikim dijelom ruskog stanovništva ponovno razbudio nacionalizam, uključujući dotadašnje boljševičke saveznike esere i menjševike koji se nisu slagali s politikom oduzimanja hrane seljacima u svrhu snabdijevanja radnika u gradovima. Mnogi su počeli boljševike optuživati za izdaju, a to su iskoristile i sile Antante kojima je bilo jako stalo da se Rusija ponovno uključi u prvi svjetski rat i spriječi Njemačku da snage s istočnog fronta prebaci na zapadni. Zbog toga su ispočetka neorganiziranim i često nesložnim grupama kontrarevolucionara u rubnim dijelovima Rusije pristizali u pomoć manji britanski, francuski, američki i japanski kontingenti. 
Istovremeno su u raznim dijelovima bivšeg Ruskog Carstva nacionalistički pokreti iskoristili priliku za stvaranje novih država, najčešće uz formalni pristanak sovjetske vlade koja najčešće nije imala druge alternative nego da prizna status quo. Neke od njih su podržavale Centralne sile, a neki su imali prešutnu podršku Antante, što je dovodilo do međusobnih sukoba. U Ukrajini se istovremeno naglo porastao anarhistički pokret na čelu s Nestorom Mahno, koji je povremeno ulazio u savez s boljševicima. Istovremeno su na teritorijima pod boljševičkom kontrolom povremeno izbijale pobune.
Zbog svega toga je ljeti 1918. teritorij pod boljševičkom kontrolom iznosio otprilike tek jednu četvrtinu bivšeg Ruskog carstva. Tome je znatan doprinos dalo stavljanje Čehoslovačke legije u Sibiru na stranu eserskih kontrarevolucionara, čime je stvorena baza s koje se admiral Kolčak ugrožavao Moskvu s istoka. 
No, kontrarevolucionari nisu bili u stanju to iskoristiti, jer su bili razjedinjeni, dok su boljševici bili poznati po čvrstoj disciplini i organiziranosti. Te je osobine posebno pokazao Lav Trocki, koji je ubrzo nakon mira u Brest-Litovsku stvorio Crvenu armiju - oružanu formaciju koja je brojnošću ljudstva, organiziranošću i disciplinom gotovo odmah stekla nadmoć nad svim kontrarevolucionarnim vojskama. 
Prvi je to na sebi osjetio Kolčak, koji je krajem 1918. godine poražen, zarobljen i pogubljen. U istom periodu su snage kontrarevolucije dobile još jedan snažni udarac završetkom prvog svjetskog rata. Time je nestao izgovor zapadnim silama da na ruskom teritoriju drže intervencionističke snage. Iako su neki zapadni političari, poput Winstona Churchilla, zagovarali nastavak intervencije i uništenje sovjetske Rusije iz ideoloških razloga, javno mnijenje i vodeći krugovi su, zbog iscrpljenosti ratom, za to naglo izgubili interes. Umjesto toga su mnogi čak smatrali da će im opstanak sovjetskog režima biti u interesu, jer bi on značio nastavak građanskog rata, daljnje slabljenje Rusije i stvaranje političkog vakuuma koji bi se na kraju ispunio svođenjem Rusije na polukolonijalni status, poput susjedne Kine. 
Taj je trend na trenutak prekinut u proljeće 1919. godine, kada su pod utjecajem Oktobarske revolucije izbile boljševičke revolucije i proglašene sovjetske republike u Bavarskoj i Mađarskoj. To, i formiranje Treće tzv. Komunističke Internacionale u Moskvi dalo je argumente zapadnim političarima koji su tražili intervenciju, ali se ona svela uglavnom na izdašnu vojnu pomoć Dobrovoljačkoj vojsci generala Denjikina u Ukrajini i južnoj Rusiji. Ona je krenula u veliku ofenzivu prema Moskvi, ali je poražena i prisiljena na povlačenje na Krim. Zapadne sile, pogotovo Francuska, su sličan napor uložile kod novouspostavljene poljske države čija je intervencija protiv Sovjeta eskalirala u sovjetsko-poljski rat.
Sovjetska vlast je na sve te nedaće odgovorila uvođenjem cijelog niza jednostavnih, ali surovih mjera kojima je cilj bio prehraniti golemu Crvenu armiju. Te mjere, nazvane ratni komunizam, izazvale su veliko nezadovoljstvo među narodom, čije se ustajanje suzbijanje službenom politikom Crvenog terora.
U proljeće 1920. godine Crvena armija je uspjela poraziti različite kontrarevolucionarne snage i uspostaviti sovjetske republike na svim teritorijima bivšeg Ruskog carstva, izuzev na zapadu, gdje su nove države Finska, Estonija, Latvija, Litva i Poljska zadržale buržoaski poredak, dok je Besarabija ostala pod vlašću Rumunjske. Pokušaj uspostavljanja sovjetske republike u Poljskoj zaustavljen je porazom u bitci na Visli, a granice novih država su uspostavljene mirovnim sporazumima 1921. godine. Na Dalekom istoku je uspostavljanje sovjetske vlasti trajalo sve do 1922. godine zbog nastavka japanske intervencije. 
Iako su boljševici uspjeli očuvati vlast i očuvati prvu komunističku državu u povijesti, Rusija je iz rata izašla vidno oslabljena. Pustošenje i glad je izazvalo demografske gubitke od kojih se ni do danas nije uspjela oporaviti. Sama Rusija je izgubila status svjetske sile i potpala pod međunarodnu izolaciju koja će postupno biti olabavljena tek 1930-ih.
Svi ti događaji su imali ključnu ulogu u daljem razvoju Sovjetskog Saveza, na čiju će vanjsku i unutrašnju politiku, pogotovo u doba Staljina, snažno utjecati iskustva iz građanskog rata.  